# Grevenhofkanal
El Grevenhofkanal és un canal navegable de 400 metres al barri de Steinwerder al port d'Hamburg a Alemanya. Connecta el port Kuhwerder Hafen via la resclosa del mateix nom i en creuar el Steinwerder Kanal amb el Reiherstieg. El nom prové d'un antic mas Grevenhof, desaparegut durant l'obra d'eixample del port. La resclosa cap al Reiherstieg va ser construïda el 1898 és un monument llistat des del 2009.

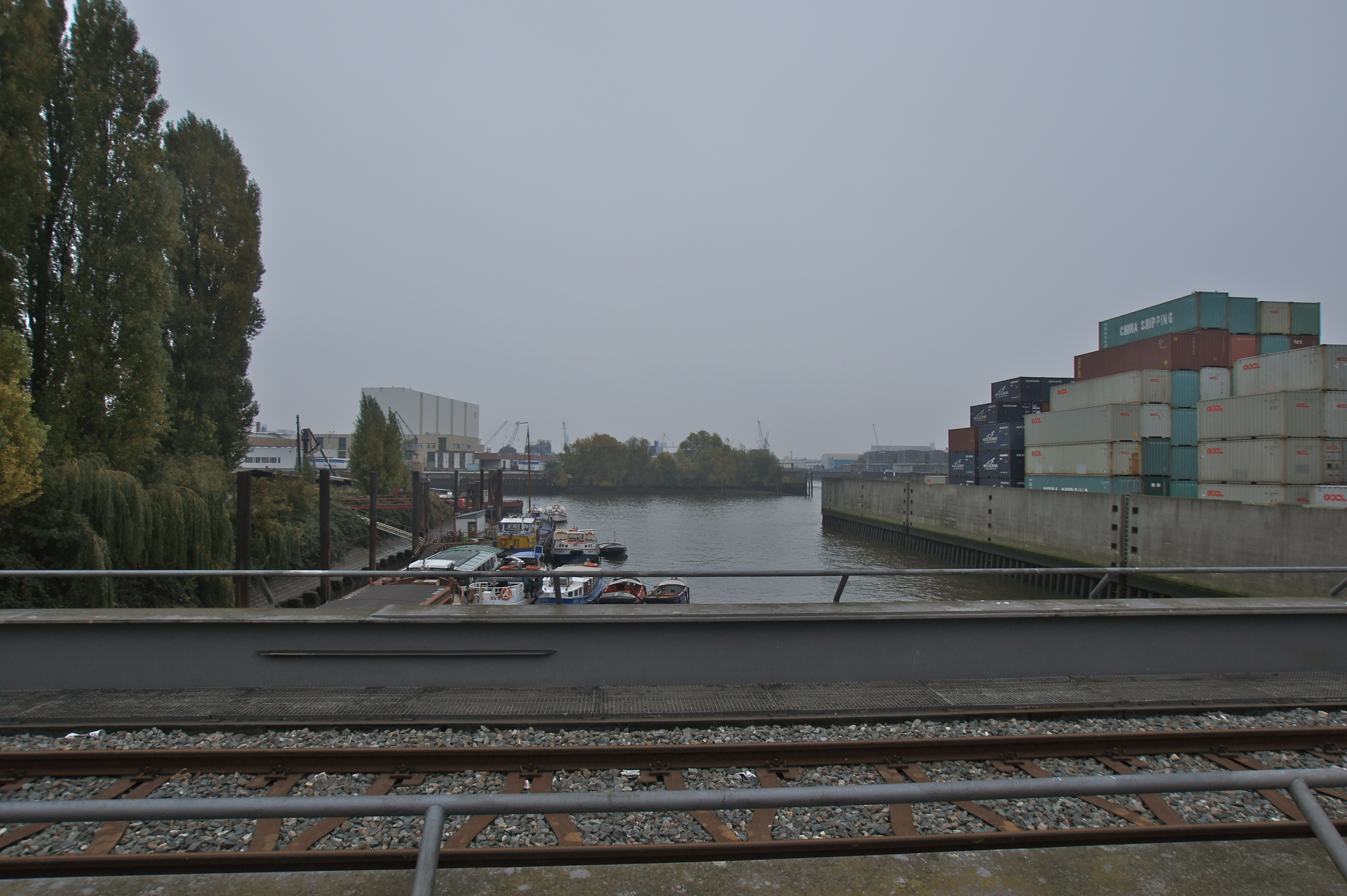
El canal en direcció del Reiherstieg i del Querkanal
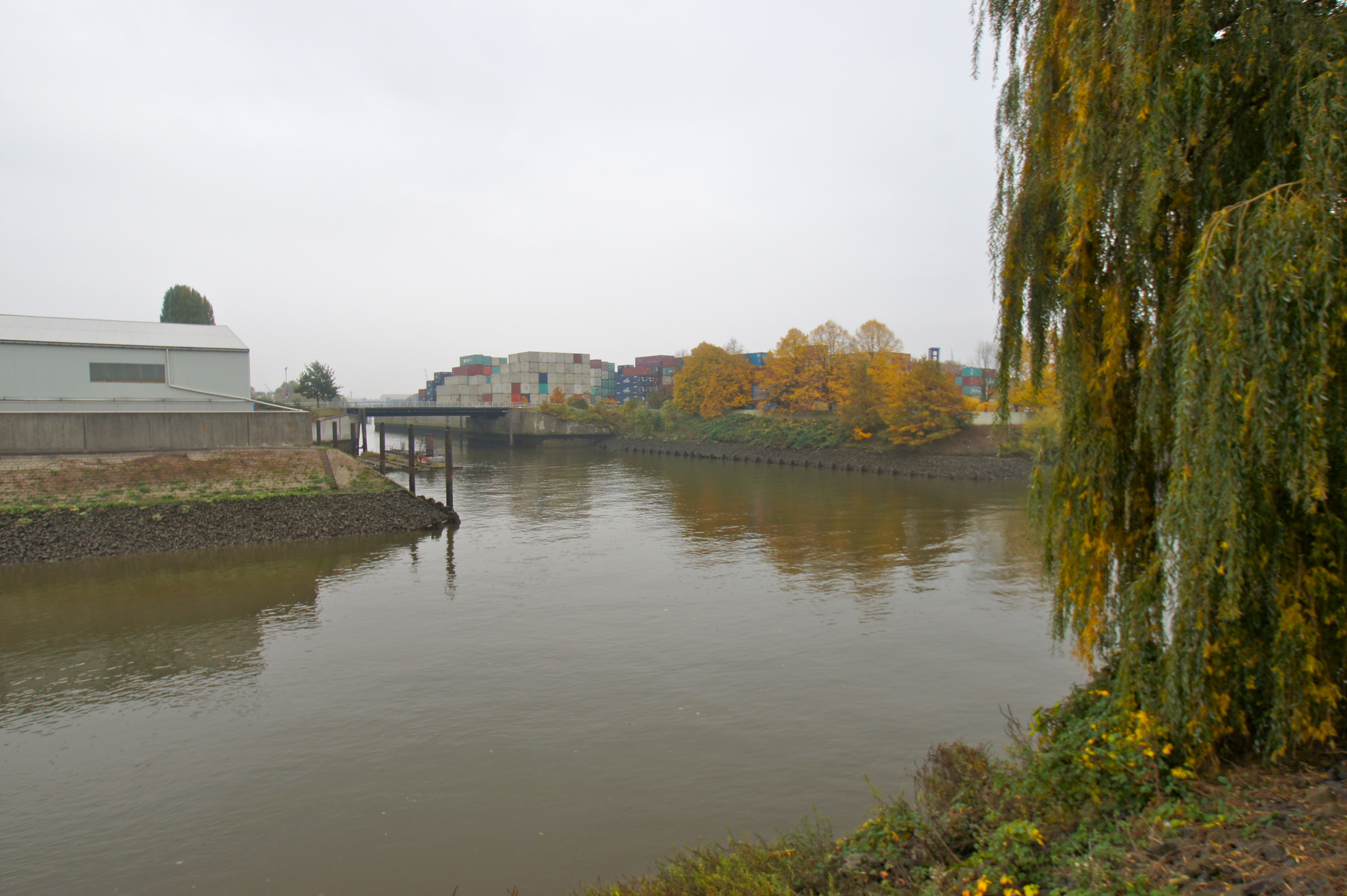
El Steinwerder Kanal (primer pla) i el Grevenhofkanal (segon pla)
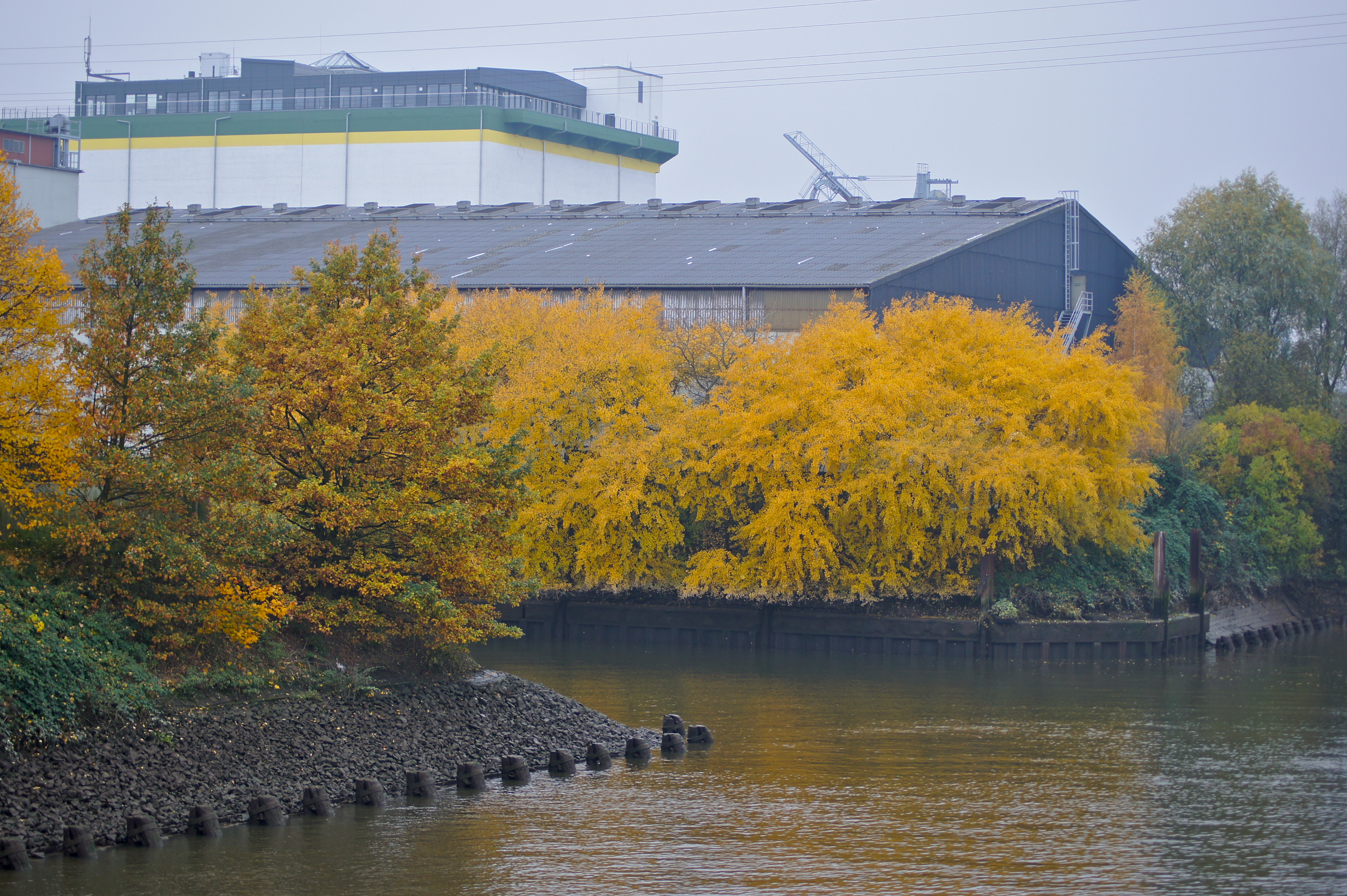
El canal vist del Steinwerder Kanal
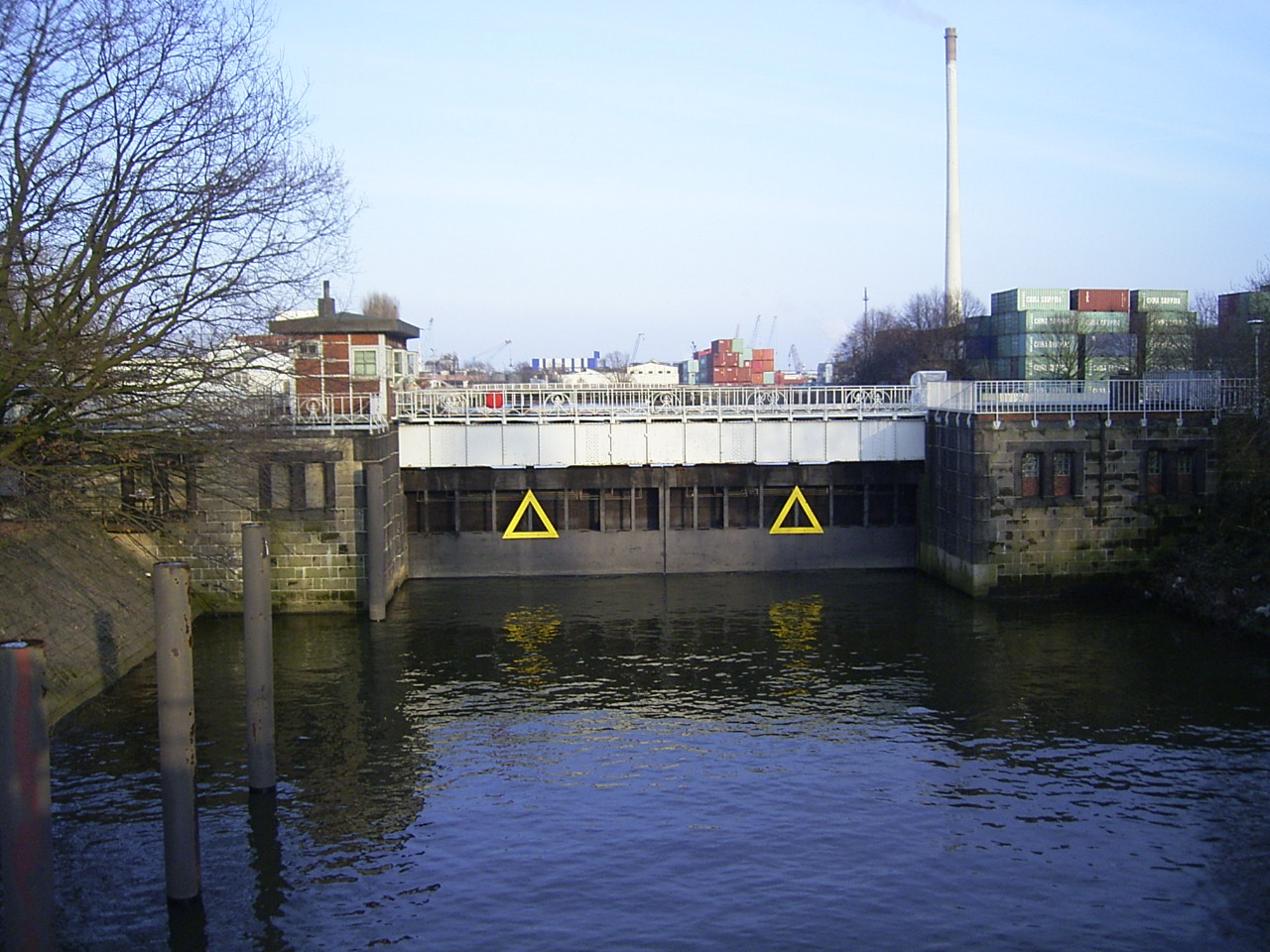
La resclosa